# Đovani Roso
Đovani Roso (født 17. november 1972 i Split, Jugoslavien) er en kroatisk/israelsk tidligere fodboldspiller (offensiv midtbane).
Roso spillede 19 kampe og scorede ét mål for Kroatiens landshold i perioden 2002-2004. Han var med i den kroatiske trup til EM 2004 i Portugal, men kom dog ikke på banen i turneringen.
På klubplan tilbragte Roso en lang årrække i Israel, hvor han også blev statsborger. Han repræsenterede blandt andet Beitar Jerusalem, Maccabi Haifa og Hapoel Haifa. Han var også tilknyttet flere klubber i hjemlandet, blandt andet Hajduk Split.